# Симоне Кох
Симоне Шнабел (на немски: Simone Schnabel), известна и по баща Кох, е бивша германска състезателка по фигурно пързаляне.
Тя е световен шампион за юноши през 1983 г. и представлява ГДР през 1988 г. на зимните олимпийски игри в Калгари.

## Биография
Родена е на 25 октомври 1968 г. в Дрезден, Германия. Омъжва се за Гюнтер Шнабел и взима фамилията му. Има дъщеря Лиза-Мария, която е родена през 1990 г.

## Кариера
Научила е първите си тройни скокове с треньора Ингеборг Валтер в Дрезден. По-късно е с новия треньор Ингрид Леман в Берлин.
Печели Световното първенство за юноши през 1983 г. на 14-годишна възраст. През 1984 г. печели сребърен медал на Световното първенство за юноши, като е зад източногерманската състезателка Карин Хендшке. Кох печели сребърен медал през 1984 г. на източногерманските първенства, зад Катарина Вит. Тя е 4-та на европейското първенство през 1985 г. Кох печели втория си сребърен медал, отново зад Вит, в германското първенство през 1988 г. На зимните олимпийски игри през 1988 г. остава на незадоволителното 9-о място. През 1989 г. е сред фаворитите за европейското първенство, но губи на квалификациите в ГДР от Евелин Гросман и Симоне Ланг.
През 1992 г. и 1993 г., след обединението на Германия, се опитва да се класира за международни първенства, но неуспешно.